# 8133 Takanochoei
8133 Takanochoei eller 1977 DX3 är en asteroid i huvudbältet som upptäcktes den 18 februari 1977 av de båda japanska astronomerna Hiroki Kōsai och Kiichirō Furukawa vid Kiso-observatoriet i Japan. Den är uppkallad efter Takano Choei..
Asteroiden har en diameter på ungefär 14 kilometer och den tillhör asteroidgruppen Themis.